# Związek Polskich Inżynierów Kolejowych
Związek Polskich Inżynierów Kolejowych – jedna z działających w okresie międzywojennym w środowisku pracowników kolejowych organizacji związkowych, powstała w 1919. Angażował się w rozwiązywanie problemów bieżących na PKP, prowadził działalność odczytową i wydawniczą. Związek był współorganizatorem Stałej Delegacji Polskich Zrzeszeń Technicznych, od 1935 należał do Naczelnej Organizacji Inżynierów RP, Ligi Drogowej, Komitetu Stowarzyszeń Pracowników Kolejowych. Podejmował wysiłki zmierzające do utworzenia Związku Polskich Inżynierów Komunikacyjnych, które skończyły się niepowodzeniem. W ostatnim okresie skupiała członków w 11 kołach.
Wcześniej inżynierowie kolejowi byli zrzeszeni np. w Galicji (do 1918) - w Związku Inżynierów Cesarsko – Królewskich Austriackich Kolei Państwowych. W pracach źródłowych spotyka się też i inne nazwy tej samej organizacji - Stowarzyszenie Kolei Państwowych w Austrii, Towarzystwo Inżynierów c. k. Austriackich Kolei Państwowych, Towarzystwo Inżynierów Kolei Państwowych, Związek Inżynierów Kolejowych.

## Prezesi
- K. Mikucki (1919)
- Ignacy Wolicki (1919–1920)[1]
- Witold Bieniecki (1920–1923)[2]
- Seweryn Andrzejewski (1923–1926)[3]
- Wiesław Gąssowski (1926–1932)[4]
- Stanisław Felsz (1932–1933)[5]
- Józef Bortnowski (1933–1934)[6]
- Marian Widawski (1934–1939)[7]

## Media
Organem związku był miesięcznik Inżynier Kolejowy (1924-1939) w nakładzie 1600 egz., oraz dodatek Przegląd Zagranicznego Piśmiennictwa Kolejowego (1927-1939).

## Siedziby
W latach 1927–1930 siedziba mieściła się w Wydziale Drogowym Dyrekcji Warszawskiej w budynku Naimskiego przy pl. Trzech Krzyży 8, obiekt obecnie nie istnieje, w latach 1930-1932 przy ul. Żurawiej 23, w 1934 ponownie przy pl. Trzech Krzyży 8, w latach 1936-1939 przy ul. Kruczej 14, w budynku którego od 1931 związek był właścicielem (Dom Związku Inżynierów Kolejowych), obecnie nie istnieje; dysponował też pokojami gościnnymi.